# Lomaria polymorpha
Lomaria polymorpha là một loài dương xỉ trong họ Blechnaceae. Loài này được Reinw., Zoll. mô tả khoa học đầu tiên năm 1845.
Danh pháp khoa học của loài này chưa được làm sáng tỏ. 